# Dispensacionalismo
El dispensacionalismo es un sistema teológico cristiano evangélico, que afirma que Dios ha empleado diferentes medios de administración de sus planes en diferentes períodos de la historia humana, donde ha demostrado su gracia. Lo distintivo del dispensacionalismo es que sostiene que Israel (como nación) y la Iglesia (como cuerpo de Cristo), no forman un único pueblo de Dios, sino dos pueblos con profecías, promesas y destinos diferentes.
Se reconoce como el fundador, o al menos el más exitoso impulsor del sistema, al inglés John Nelson Darby (Westminster, 1800-1882), seguido por los norteamericanos C.I.Scofield (1843-1921, autor de la “Biblia de referencia” o “Anotada por Scofield”), y Lewis Sperry Chafer (1871-1952), autor de una Teología sistemática basada en el Dispensacionalismo. Ambos libros se transformaron rápidamente en referencia para el sector evangélico que se adhería a este sistema de interpretación, y expandieron su influencia en los Estados Unidos y el resto del mundo.  
El punto de estos "dos pueblos de Dios", Israel y la Iglesia, desde sus orígenes ha generado fuertes resistencias dentro de las iglesias reformadas, junto a muchos de sus postulados fundamentales. Este impulso de dos "pueblos de Dios", que se mantienen indivisibles, chocan con la teología reformada que sostiene el postulado de un solo cuerpo de Cristo, en el que se reúnen los santos de todas las épocas. Según la teología reformada, este punto del Dispensacionalismo ataca una doctrina fundamental reformada, la de "un rebaño y un Pastor" (Juan 10:16), al tiempo que impulsa una salvación por fuera del Cuerpo Místico de la Iglesia, doctrina que, según ellos, es herética. El doctor J. Dwighy Pentecost por ejemplo, citando a W.Kelly, define: “Israel volverá  a su tierra,  y se convertirá  en verdad,  y será  bendecido,  bajo la dirección de Jehová  su Dios;  pero como Israel,  no como cristianos,  que llegan a  ser entretanto todos los creyentes,  sean judíos o  gentiles”. Al mismo tiempo el doctor L.S.Chafer (Fundador y primer presidente del Seminario Teológico de Dallas, considerado el centro neurológico del Dispensacionalismo), escribe: “Mucho de la bendición divina está determinada para Israel,  todo lo cual está anticipado en sus pactos y  profecías;  pero ningún pacto o  profecía introduce a  esa nación a  la ciudadanía celestial o  a una unión matrimonial con Cristo”.
Los teólogos reformados rechazan estas definiciones, argumentando que todos los santos son salvos en Cristo, de modo que solo los cristianos pueden acceder a la salvación. Al mismo tiempo afirman que sin una unión matrimonial con Cristo, basándose en la doctrina de la iglesia como esposa de Cristo, no puede haber salvación (cp.L.Berkhof, "Systematic Theology", pág.332, A.Hoekema, "The Bible and the future", pág.226).
El Dispensacionalismo, por lo tanto, afirma que Israel tendrá una relación específica mediante Cristo, pero no "en Cristo", sino directamente con Jehová. Respecto de esto último J.F.Walvoord escribe: “Los santos del Antiguo Pacto nunca son descritos por la frase  “en Cristo”...  La mejor respuesta...es conceder el punto que la resurrección de los santos del Antiguo Pacto es después de la tribulación,  pero divorciarla completamente del traslado y resurrección de la iglesia”.
Los teólogos reformados, por su parte, argumentan que todos y solos los que estén "en Cristo" pueden ser salvos, y afirman que los santos del Antiguo Testamento fueron salvos "en Cristo", puesto que no hay otra forma de acceder a la salvación (Juan 8:56; 12:41; 1 Corintios 10:4; Hebreos 11:26 y 1 Pedro 1:11.)

## Características de las dispensaciones
En cuanto a las dispensaciones, este sistema define que existen siete dispensaciones (aunque debe aclararse que dentro del movimiento existen corrientes que impulsan 8, 9 o más):
- Inocencia: En el Edén, Adán y Eva tenían que obedecer el mandato divino de no comer del árbol prohibido, con lo cual aseguraban ser inocentes de pecado. Ambos fallaron.
- Conciencia: Desde la caída hasta Noé, el ser humano tuvo la posibilidad de controlar libremente sus decisiones sobre la base de lo que su consciencia le indicaba. Fallaron en esto, ya que el designio del corazón de ellos fue de continuo solamente el mal, en vez de buscar a Dios.
- Gobierno humano: De Noé a Abraham, ya que la conciencia personal no fue una guía adecuada para el ser humano, se encomendó a los gobiernos el administrar justicia y moral.
- Promesa: Al fallar los gobiernos en su cometido, Dios escogió a Abraham para ser el padre de la fe y le prometió que en él serían benditas todas las naciones de la tierra.
- Ley: Desde Moisés a Jesús, el ser humano solo podría acercarse a Dios a través del cumplimiento de la ley mosaica. Ésta, dada su condición de perfecta, fue imposible de cumplir; en ella se revela el pecado y la maldición del mismo.
- Gracia: Solo al reconocer nuestra incapacidad de lograr algo bueno (consciencia de pecado,) podemos reconocer que es Jesús el único mediador entre Dios y los seres humanos "porque no hay otro nombre debajo del cielo en quien podamos ser salvos".
- Juicio: Es un período de siete años de Tribulación, donde los últimos 3 años y medio serán de Gran Tribulación.
- Reino milénico': Al fin de los tiempos surgirá un período de 1000 años en los cuales Jesús reinará en la tierra. Será una época de esplendor sin precedentes. Al finalizar este tiempo, Satanás será liberado con el objetivo de probar por última vez la fe del ser humano. Tras este período se acabará el tiempo y surgirá una nueva tierra y un cielo nuevo, ya que todo lo conocido será destruido.

El Dispensacionalismo no afirma que el ser humano puede salvarse solo, o que hay diferentes formas de salvación. Acepta y enseña que solamente hay salvación por la fe en Cristo; lo que afirma es que las dispensaciones demuestran que nadie puede salvarse por mérito propio.
Los dispensacionalistas interpretan la Biblia literalmente, es decir, su sistema de interpretación es el conocido "sistema de interpretación literal de la Biblia", que incluye la gramática, la literalidad y la historicidad del pasaje a estudiar. Debe notarse que en la Biblia la palabra "dispensación", que proviene del latín "dispensare" (distribuir), traduce dos vocablos griegos: "διακονέω" o servicio (2 Corintios 3:7-9) y "οἰκονομία", administración, comisión, encargo (1 Corintios 9:17; Efesios 1:10; 3:9; Col. 1:25). Significa un "período" o economía (como indica el término griego), que se refiere a la forma en que Dios interactúa con el ser humano durante cierto tiempo establecido.
Originalmente C.I. Scofield y Lewis Sperry Chafer, fueron ordenados ministros presbiterianos en la antigua Iglesia Presbiteriana de los Estados Unidos (PCUS, por sus siglas en inglés), jurando su adherencia a los Estándares de Westminster, como el sistema fundamental de doctrina enseñado en la Escritura. Scofield fue por muchos años, y hasta su muerte, un miembro del Presbiterio de París, Texas. Por su parte, Chafer fue hasta su muerte un miembro del Presbiterio de Dallas, Texas
El sistema dispensacionalista, impulsado por ambos, fue analizado en 1940 por los reformados, en el contexto de su concordancia con la Confesión de Westminster, especialmente con el artículo XIX (Minutas, pág. 33). Un Comité Interino determinó, en su reporte inicial a la Asamblea General de la PCUS en 1943, que “el Dispensacionalismo y la enseñanza de la Confesión...pertenecen a dos diferentes sistemas de interpretación Bíblica”. Un nuevo comité ampliado estudió el caso en 1944 y emitió este dictamen: “Es la unánime opinión de nuestro Comité que el Dispensacionalismo, tal como es definido y establecido, se halla fuera de concordancia con el sistema de doctrina establecido en la Confesión de Fe, no primera o simplemente en el campo de la escatología, sino porque ataca el corazón mismo de la teología de nuestra Iglesia, la que es incuestionablemente una teología de un Pacto de Gracia.” (Minutas, pág. 126)   Durante esta controversia, el Dr. Chafer hizo una pregunta en la que reconocía que su enseñanza no concordaba con los estándares de Westminster, diciendo: “¿No sería un proceder más sabio, en vista de la presente aceptada libertad para revisar los estándares de la Iglesia, reconstruir así su texto para que pueda acordarse una libertad para el gran número de hombres que pueden aceptar solamente una teología dispensacional y permitirles así permanecer en el compañerismo de sus hermanos?” Al estar abiertamente opuesto con los estándares de Westminster, Chafer argumentó acerca de la antigüedad (casi 300 años), y la necesidad de ser revisados a la luz de los avances de los estudios bíblicos modernos. El pedido fue desestimado, y Chafer permaneció como “ministro a derecho” es decir, en la práctica pasado a retiro, en la PCUS hasta su muerte, a la edad de 81 años, el 22 de agosto de 1952. Chafer aparece en el “Obituario Ministerial”, encontrado en las Minutas de la Asamblea General de la PCUS de 1953.

## Origen
El dispensacionalismo fue enunciado en el año de 1830 por John Nelson Darby, y abordado y difundido en su etapa primaria por el ministro congregacionalista Cyrus Scofield, y luego sistematizado por el teólogo Lewis Sperry Chafer. Algunos adeptos a este sistema de interpretación para la Biblia, como Charles C. Ryrie, tienen sus propias afirmaciones, como que el sistema dispensacional "existió desde el primer siglo", y que "fue sistematizado mucho antes de Darby". Vale anotar que el dispensacionalismo de Cyrus I. Scofield difiere mucho del dispensacionalismo de John Nelson Darby.
Según Scofield, cada dispensación es "un período durante el cual el hombre es probado con respecto a alguna revelación específica de la voluntad de Dios y siempre falla el plan".
También sería bueno estudiar los escritos del sacerdote jesuita Manuel Lacunza quien fue el primero en esbozar la doctrina milenarista quien escribía bajo el nombre de (Juan Josafat Ben -Ezra), de donde sale en entramado de doctrina dispensacionalista.

## Interpretación bíblica
Según el dispensacionalismo, la única manera de interpretar la Biblia, es mediante el método gramático-histórico-literalista, que es ampliamente defendido por los teólogos J. Dwight Pentecost, en su libro "Eventos del Porvenir", y por Charles C. Ryrie, en su libro "Dispensacionalismo Hoy". Debido a su estricto apego a la literalidad del texto y a su contextualización dependiendo de este principio, ha sido controversial desde que se universalizaron estas formas de interpretación, específicamente por los eruditos reformados e históricos, apegados al de Teología del Pacto.

## Los postulados dispensacionalistas
Entre los postulados dispensacionalistas se encuentran:
1. El pretribulacionismo: Cristo viene por su iglesia; y él la "arrebata", antes de la Gran Tribulación. Algunos creen que es un Rapto Secreto, otros no aceptan ese concepto.
2. La diferencia entre Israel y la Iglesia: El Pueblo de Israel es pueblo de Dios aún. Los dispensacionalistas clásicos se refieren a la Iglesia actual como un "paréntesis" o interludio temporal en el progreso de la historia profetizada de Israel. Otros consideran que la Gran Tribulación es una dispensación totalmente diferente de la dispensación de la Ley.
3. El premilenarismo: El Reinado literal y futuro de Cristo en el milenio. Es "pre" porque enfatiza que Jesús regresa "antes" del Milenio.
4. La Doctrina de la separación: La Santidad Bíblica en forma práctica.
5. La diferencia entre la Ley de Moisés y la gracia: Israel estuvo bajo la Ley, la Iglesia bajo la gracia. El Sermón de la montaña es Ley para el Milenio, y se aplicará durante el Milenio; aunque tiene principios válidos de vida para la iglesia.
6. La escatología dispensacional afirma que el Apocalipsis es futuro y profético a partir del capítulo 4.

## Sistemas dispensacionales
Existe el ultradispensacionalismo (denominado también bullingerismo, por haber sido Ethelbert William Bullinger su máximo exponente), el dispensacionalismo progresivo, y algunos conceptos dispensacionales diversos entre el pentecostalismo. A pesar de esto, el dispensacionalismo tradicional difiere en gran medida de todos éstos, especialmente porque es fundamental y conservador. El dispensacionalismo Landmarkista difiere en la doctrina de la iglesia.

## Principales exponentes del dispensacionalismo
- D.L. Moody
- John Nelson Darby
- Cyrus Scofield
- Lewis Sperry Chafer
- John F. Walvoord
- Charles C. Ryrie
- J. Dwight Pentecost
- Seminario Teológico de Dallas, actualmente partidario del Dispensacionalismo progresivo
- Seminario Teólogico "Hebron", seminario dispensacionalista en Latinoamérica Facebook
- Landmark Baptist Seminary, un Seminario dispensacional y bautista en Latinoamérica  Archivado el 13 de junio de 2018 en Wayback Machine.